# Mesiotelus cyprius
Espèce
Mesiotelus cyprius est une espèce d'araignées aranéomorphes de la famille des Liocranidae.

## Distribution
Cette espèce se rencontre à Chypre, en Grèce et en Turquie.

## Description
La carapace de la femelle holotype mesure 2,25 mm de long sur 1,7 mm et l'abdomen 3,9 mm de long sur 2,5 mm.

## Systématique et taxinomie
Cette espèce a été décrite par Kulczyński en 1908.

## Étymologie
Son nom d'espèce lui a été donné en référence au lieu de sa découverte, Chypre.

## Publication originale
- Kulczyński, 1908 : « Fragmenta arachnologica. X. » Bulletin international de l'Académie des Sciences de Cracovie, Classe des Sciences Mathématiques et Naturelles, vol. 1908, p. 49-86.